# Бенго
Бенго (порт. Bengo) — провінція в Анголі. Столиця — Кашито. За даними 1988 року, загальна чисельність населення становила 156100 чоловік, із них 137400 проживало у сільській місцевості, 18700 — у містах.
На півночі межує з провінцією Заїре, на північному сході — з провінцією Уїже, на сході — з Північною Кванзою, і з Південною Кванзою на півдні й має вихід до Атлантичного океану. У Бенго розташований природний парк Кіссама й ліс Кібінда

## Населення
За статистикою 1988 року, загальна чисельність населення провінції склала 156 100 осіб, із них 137 400 проживало в сільській місцевості, 18 700 — в містах. У 2005 році населення провінції становило 250 000 чоловік.

## Адміністративний поділ
Провінція поділяється на 6 муніципаліте(порт. município):
- Амбріз
- Бенго
- Данде
- Іколо
- Муксіма
- Намбуангонго